# Maren Brandenburger
Maren Brandenburger (* 1968 in Kiel) ist eine deutsche Beamtin. Sie war von 2013 bis 2018 Präsidentin des Verfassungsschutzes Niedersachsen.

## Leben

### Ausbildung und Laufbahn
Maren Brandenburger studierte Politikwissenschaften und Geschichte in Heidelberg und Hannover. Ihre Masterarbeit schrieb sie 1995 über das Stasi-Unterlagen-Gesetz bei Joachim Perels. 
Sie trat 1996 in den Dienst des Verfassungsschutzes Niedersachsen und war zunächst als wissenschaftliche Mitarbeiterin in unterschiedlichen Arbeitsbereichen des politischen Extremismus/Terrorismus tätig. Danach war sie von 2003 bis 2013 die Pressesprecherin und Sachgebietsleiterin der Präventions- und Öffentlichkeitsarbeit der Behörde.
Nach dem rot-grünen Sieg bei der Landtagswahl 2013 ersetzte Brandenburger auf Berufung des niedersächsischen Innenministers Boris Pistorius (SPD) den Amtsinhaber Hans Wargel als erste weibliche Präsidentin des Verfassungsschutzes Niedersachsen; Bündnis 90/Die Grünen hatten eine grundlegende Neuorientierung des Landesverfassungsschutzes gefordert. Sie trat das Amt im März 2013 an. „Die Auseinandersetzung mit Extremismus in einer Demokratie war für mich reizvoll“, sagt sie 2015 zu ihren damaligen Beweggründen zur Berufswahl. Wegen der Enttarnung eines V-Manns durch die Fahrlässigkeit der Behörde hat Innenminister Pistorius sie im November 2018 als Präsidentin abgelöst.
Nach ihrer Verwendung als Präsidentin des Verfassungsschutzes wurde sie auf die Referatsleiterstelle für Integration im Niedersächsischen Ministerium für Soziales, Gesundheit und Gleichstellung versetzt. Im Anschluss wurde sie im Jahr 2020 in die Niedersächsische Staatskanzlei versetzt und war in der Stabsstelle des Sonderausschusses zur Bekämpfung der Covid-19-Pandemie sowie als Referatsleiterin in der Ressortkoordinierung des Sozialministeriums tätig. Von 2023 bis 2024 war sie die Präsidentin des Niedersächsischen Landesamtes für Soziales, Jugend und Familie. Im Oktober 2024 übernahm sie die Leitung der neugeschaffenen Zentralabteilung im Niedersächsischen Ministerium für Soziales, Arbeit, Gesundheit und Gleichstellung.

### Persönliches und Partei
Brandenburger lebt mit ihrer Lebensgefährtin in der Region Hannover.
1995 trat sie der SPD bei.